# Malcolm Knowles
Malcolm Shepherd Knowles (* 24. August 1913 in Montana; † 27. November 1997 in Fayetteville (Arkansas)) war ein US-amerikanischer Erwachsenenbildner (Erwachsenenbildung) bzw. Andragoge, bekannt für seinen Entwurf einer Theorie der Andragogik; ihm wird großer Einfluss auf die Entwicklung der humanistischen (Humanismus) Lern- und Bildungstheorie zugeschrieben.
Knowles studierte an der Harvard University und schloss das Studium 1934 ab. Von 1940 bis 1951 (unterbrochen durch den Wehrdienst in der United States Navy) arbeitete er in der Erwachsenenbildung des Christlichen Vereins Junger Menschen, zuerst in Boston, dann in Chicago. Anschließend wurde er Direktor der Adult Education Association of the USA. Ab 1959 lehrte er für 14 Jahre an der Boston University. Von 1974 bis zu seiner Emeritierung 1979 lehrte er an der North Carolina State University.

## Werke (Auswahl)
- Informal adult education. New York: Association Press, 1950.
- Knowles, M. S., & Knowles, H. F. How to develop better leaders. New York: Association Press, 1955.
- Knowles, M. S., & Knowles, H. F. Introduction to group dynamics. Chicago: Association Press, 1959.
- Self-directed learning: A guide for learners and teachers. Englewood Cliffs: Prentice Hall/Cambridge, 1975.
- The adult education movement in the United States. Malabar, FL: Krieger, 1977.
- The modern practice of adult education: From pedagogy to andragogy. Englewood Cliffs: Prentice Hall/Cambridge, 1980.
- The adult learner: A neglected species. Houston: Gulf Publishing Company, 1990.